# 조선자기
조선시대의 도자기는 고려요(高麗窯)의 전통을 이어받고 있으나 그릇의 성격은 귀족적인 것에서 서민적인 것으로 바뀐다. 이러한 원인은 무엇보다도 조선자기가 기교적인 면에서 고려자기에 미치지 못했음을 의미하는 것이기는 하지만 동시에 이 새로운 왕조가 민족의 사상이나 신앙을 변혁시켜서 생활 양상이 매우 현실적으로 흐른 데에 기인된다고도 말할 수 있다. 따라서 양반들이 쓰던 그릇이건 서민들이 쓰던 그릇이건 이러한 실용성이나 견실성을 지향하는 간결한 작풍으로 면모를 바꾸고 있는데 이것은 어느 의미에서 가장 한국적이고도 조선시대적인 미나 감각의 솔직한 표현이라고 할 수 있다. 고려청자를 구워내던 관요(官窯)는 모두 폐쇄했을 뿐 아니라 새로운 계급사회에서 도공(陶工)이 가지는 위치도 떨어져서 비천한 직인으로 멸시의 대상이 되었기 때문에 이 시대에 재명도가 없음은 물론이다. 그러나 조선시대의 도공들은 그들 나름대로의 서민적인 소박한 천성으로 환경에 순응하여 작업을 지속하였기에 그들이 현출해낸 미는 아무 가식도 없고 평범한, 사고 이전의 미, 조작 이전의 미, 자연에 순응하는 조형이라고 할 수 있다. 조선자기는 고려자기에서 볼 수 있는 장식적인 기교가 거의 소멸된 대신 불필요한 면이나 곡선을 최소한으로 줄여 단순화시켰고 튼튼한 기벽과 안정된 고대를 가졌을 뿐 아니라 하나의 순백을 기본 색조로 끌어갔으며 무늬도 점차 간결화를 거듭한다. 조선시대 도자기의 연대는 임진란을 경계로 크게 양분할 수 있는데 그 시대 도자기의 특색에 따라 전기는 분청자기(粉靑磁器) 시대, 후기는 청화백자(靑華白磁) 시대로 불린다.

## 분청사기 시대
조선 성립 이후부터 임진왜란이 일어나던 시기까지의 전기에는 고려청자의 퇴화형식(退化型式)인 각종 분청자기가 성행했으며 한편으로는 원나라 말기부터 일어난 중국의 청화백자(靑華白磁)의 영향 아래 조선시대 특유한 견실한 백자(白磁)가 만들어지기 시작하여 15세기 중엽쯤인 세조 때에는 이미 청화백자가 등장하기 시작한다. 이 시기에 만들어진 기형으로는 벽이 비교적 엷고 부드러운 곡선이면서 주둥이 부분이 약간 외반하는 사발, 접시, 공모양의 상반신에 급히 좁아지는 하반신이 달린 변형된 매병(梅甁), 그리고 큰 구경에 목이 낮고 팽창한 어깨에서 측면의 벽이 넓고 안정된 바닥으로 내려가는 항아리, 또 비교적 몸이 퉁퉁한 편호(扁壺)와 목이 길게 뽑아지고 최대 복경이 아래로 내려간 병들이 있다.

## 청화백자 시대
임진왜란을 기점으로 후기에는 분청자기가 완전히 소멸되고 광주 퇴촌면 일대의 관요(官窯)에서 만들어내는 청화백자가 주류로 등장한다. 이 시기의 기형에는 사발, 접시, 항아리 등 다양하면서 전체적으로 볼 때 전기에서 보던 구연부의 외반이 중지된다. 광구호(廣口壺)에서는 구형과 매병식 모양의 두 가지가 있는 데 두 번째 것의 경우 구연부가 높고 최대 복경이 분청자기 시대보다 하위로 내려가는 경향이 있고 하반신이 직선이 아니라 곡선을 이루는 수가 많다. 또 병(甁)에서는 병의 몸뚱이가 구체가 되거나 또는 길다란 계란 모양이 되며 면을 깎은 다면병(多面甁)이 유행하기도 한다.